# Cyclopodia greeffii
Cyclopodia greeffii är en tvåvingeart som beskrevs av Karsch 1884. Cyclopodia greeffii ingår i släktet Cyclopodia och familjen lusflugor. Inga underarter finns listade i Catalogue of Life.